# Gyrophaena transversalis
Gyrophaena transversalis är en skalbaggsart som beskrevs av Embrik Strand 1939. Gyrophaena transversalis ingår i släktet Gyrophaena, och familjen kortvingar. Arten har ej påträffats i Sverige.